# 阿斯曼嶺
77°10′S 144°48′W / 77.167°S 144.800°W
阿斯曼嶺（英語：Asman Ridge）是南極洲的山嶺，位於瑪麗伯德地，處於亞瑟冰川南岸，屬於福特山脈的一部分，在1934年由美國探險隊發現，現時由南極條約體系管理。